# Aiwa (Kiribati)
Aiwa ist ein Ort im Zentrum des Tabiteuea-Atolls in den zum Inselstaat Kiribati gehörenden Gilbertinseln im Pazifischen Ozean mit einer Landfläche von 0,1 km². Er gehört zum Distrikt North Tabiteuea. 2020 hatte der Ort 166 Einwohner.

## Geographie
Der Ort Aiwa liegt auf dem gleichnamigen Motu im Süden von North Tabiteuea in einem Gebiet mit zahlreichen unbenannten Motu. Der nächste Ort im Norden ist Bangai; im Südosten ist Tewai im Distrikt South Tabiteuea in rund 12 km Entfernung der nächste Ort. Im Ort gibt es ein traditionelles Versammlungshaus (Aiwa Maneaba).

## Klima
Das Klima ist tropisch heiß, wird jedoch von ständig wehenden Winden gemäßigt. Ebenso wie die anderen Orte des Tabiteuea-Atolls wird Aiwa gelegentlich von Zyklonen heimgesucht.